# Янкова (Нижньосілезьке воєводство)
Янкова (пол. Jankowa) — село в Польщі, у гміні Цешкув Мілицького повіту Нижньосілезького воєводства.
Населення — 122 особи (2011).
У 1975-1998 роках село належало до Вроцлавського воєводства.

## Демографія
Демографічна структура станом на 31 березня 2011 року:
|          | Загалом | Допрацездатний вік | Працездатний вік | Постпрацездатний вік |
| -------- | ------- | ------------------ | ---------------- | -------------------- |
| Чоловіки | 61      | 14                 | 39               | 8                    |
| Жінки    | 61      | 14                 | 31               | 16                   |
| Разом    | 122     | 28                 | 70               | 24                   |